# Ctimene wallacei
Ctimene wallacei är en fjärilsart som beskrevs av Felder 1868. Ctimene wallacei ingår i släktet Ctimene och familjen mätare. Inga underarter finns listade i Catalogue of Life.